# جک کلاگمن
جاکوب یواخیم «جک» کلاگمن (به انگلیسی: Jacob Joachim "Jack" Klugman) (زاده ۲۷ آوریل ۱۹۲۲ – درگذشته ۲۴ دسامبر ۲۰۱۲) بازیگر تئاتر، سینما و تلویزیون آمریکایی بود. کلاگمن که حرفه خود را از ۱۹۵۰ آغاز کرد، بیشتر برای نقشش به عنوان تصمیم‌گیرنده شماره ۵ در فیلم مشهور ۱۲ مرد خشمگین، تقسیم معروف است. او همچنین نقشی در فیلم فریاد ترس محصول ۱۹۵۸ و نقش‌های متعدد دیگری به عنوان بازیگر مهمان در مجموعه‌های تلویزیونی داشت. او اولین جایزه امی خود را برای حضور افتخاری‌اش در مجموعه مدافعان گرفت.